# 윤동규
윤동규(尹東奎, 1695년 ~ 1773년)는 조선의 학자이다. 자는 유장, 호는 소남, 본관은 파평이다. 그는 벼슬에 뜻을 두지 않았으며, 대신 안정복·이가환 등과 함께 천문을 비롯해서 역법·지리·강역·의방 등 실용적인 학문을 공부하였다. 또한 패수(지금의 대동강)를 비롯하여 4강에 대한 연구를 하여, 《사수변》이라는 책을 지었다.